# Мо-ци
Моци (кин: 墨子; пин: Mòzǐ) или Мо Цу (Вејд-Џајлс: Mo Tzu) или Мицијус (лат. Micius), правим именом Мо Ди (кин: 墨翟; пин: Mò Dí; у значењу Учитељ Мо; око 470—390. п. н. е.), био је кинески филозоф, оснивач моцистичке школе, водећи у раздобљу „стотине филозофа”.
Био је први велики кинески филозоф након Конфуција, и његов први противник. Главни циљ његовог проповедања било је супротстављање и традиционалним институцијама и теоријама Конфуција и конфуцијанаца. У стара времена његова слава била је равна Конфуцијевој, а његово учење не мање утицајно.
Његово главно учење је о узајамној солидарности коју он назива „свеобухватна љубав”. У његовим списима сачувани су најстарији елементи кинеског учења о природи.

## Живот
Његово је презиме било Мо, а име Ти. Пошто Историјски записи (Shih Chi) не говоре одакле је био, и заправо скоро ништа не казују о његовом животу, постоје различита мишљења о његовој домовини. Неки учењаци сматрају да је био родом из Сунга (данас источни Хонан и западни Шантунг), а други да је био из Луа, исте државе као Конфуције. Такође су неизвесни тачни датуми његовог рођења и смрти, али је вероватно живео између 479. и 381. године п. н. е.

### Окупљање ратника
Претпоставља се да су Моци и његови следбеници потекли од витезова-луталица, чија је етика утицала на његово учење. На основу књиге Моци, као и других извора, знамо да су моцисти сачињавали строго дисциплиновану организацију способну за војну акцију. Вођа организације носио је назив Чу Цу, »Велики учитељ« и одлучивао је о животу и смрти чланова групе. Моци је био први »Велики учитељ« своје групе.
Књига Huai-nan-tzu, из 2. века пре наше ере, преноси да је »Моцијевих ученика било сто осамдесет на броју, а да је он свима могао наредити да уђу у ватру или ходе по оштрицама мачева и да их чак ни смрт не би натерала у бекство« (гл. 20). У самој књизи Моци је девет поглавља посвећено тактици вођења дефанзивног рата и техникама грађења оружја за одбрану градских бедема. Све ово показује да су моцисти првобитно били организовани као група ратника.
За разлику од витезова-луталица, који су били људи спремни да иду у сваку борбу под условом да буду плаћени, Моцијеви следбеници су били жестоки противници агресивног рата; пристајали су да се боре само у ратовима који су били строго одбрамбени.

### Одбрана државе Сунг
Извори преносе да је Моци бар једном организовао своје следбенике за војну одбрану Сунга, кад је тој држави запретила најезда из суседне државе Ч'у.
Књига Моци преноси да је познати изумитељ механичких направа Кунг-шу Пан, у служби државе Ч'у, довршио конструкцију новог оруђа за пробијање градских бедема. Држава Ч'у се припремала да тим новим оруђем нападне Сунг. Чувши за то, Моци отиде да убеди њиховог владара да се окане ратних наума. Тамо су он и Кунг-шу Пан пред краљем демонстрирали своја оруђа за напад и одбрану. Моци је прво скинуо појас и од њега начинио град, употребљавајући штапић као оруђе. На то је Кунг-шу Пан поставио девет разних минијатурних справа за напад, али га је Моци девет пута одбио. Коначно је Кунг-шу Пан потрошио све своје справе за напад, док је Моцијева одбрана била далеко од тога да буде исцрпљена. Тад рече Кунг-шу Пан: »Знам како бих те могао поразити, али нећу да кажем«. На то Моци одговори: »Знам шта је то, али ни ја нећу да кажем.« Кад је краљ упитао шта тиме мисле, Моци настави: »Кунг-шу Пан се носи мишљу да ме убије. Међутим, мој ученик Ч'ин Ку-ли и остали, триста људи на броју, већ су наоружани мојим одбрамбеним оруђима и чекају на бедемима Сунга нападаче из Ч'уа. Мада мене можете убити, њих не можете истребити.« На ово Краљ узвикну: »Врло добро! Онда да не нападамо Сунг«.

## Учење
Главни извор за изучавање његове мисли јесте књига која носи његово име, Моци, садржи 53 поглавља и представља збирку списа његових следбеника, као и његових властитих.

### Свеобухватна љубав
Његово главно учење је учење о универзалној љубави. Љубав не мора да почиње са синовском побожношћу; уместо тога, она би требало да буде универзална, пружена подједнако свим породицама и државама.
Моци не критикује средишњу конфуцијанску идеју човекољубља (jen) и исправности (yì); он, заправо, често говори о овим двама врлинама. Међутим, оно што подразумева овим изразима, унеколико се разликује од начина на који су их схватили конфуцијанци. За Моција човечност и праведност значе свеобухватну љубав, што је средишњи концепт његове филозофије, а представља проширење етике сталежа витезова-луталица (hsieh) из којег је Моци поникао. Та етика је, наиме, била да унутар своје групе »подједнако уживају и подједнако пате« (уобичајена изрека витезова каснијих времена). Узимајући као основу овај групни концепт, Моци је покушао да га прошири, проповедајући учење да свако у свету ваља да воли све друге, подједнако и без искључивости.
У књизи Моци три поглавља су посвећена теми свеобухватне љубави. Моци најпре прави разлику између начела »искључивости« и »свеобухватности«. Човек који се придржава начела искључивости вели: Бесмислено је да за пријатеље бринем колико бих бринуо за себе и да се за њихове родитеље старам као што бих се старао за своје. Последица овога је да такав човек не чини богзна шта за своје пријатеље. Међутим, човек који се придржава начела свеобухватности напротив каже: Морам се за своје пријатеље бринути колико и за себе, а за њихове родитеље као што бих се бринуо за своје. Последица је да он за своје пријатеље чини све што може. Пошто је начинио ову разлику, Моци поставља питање: Које је од ова два начела исправно?
Моци потом примењује »пробе расуђивања« да би одредио које је начело исправно. По њему, свако начело мора се испитати трима пробама, и то: »његова основа, његова провера и његова примена«. Здраво и исправно начело »треба да се заснива на Вољи Неба и духова и на делима древних мудраца-краљева«. Онда га »ваља проверити чулима слуха и вида обичних људи«. И, коначно, »треба га применити, усвајањем у владању, и посматрати да ли је благотворно по земљу и народ«. Од ове три пробе, последња је најважнија. У поглављу названом »Свеобухватна љубав«, Моци каже:
Задатак човекољубивог човека је да свету прибави благодати, а отклони несреће. Које су дакле највеће међу свим садашњим несрећама у свету? Велим да су несреће у свету напади великих држава на мале, узнемиравање, малих кућа од стране великих, угњетавање слабих од стране јаких, злоупотреба неколицине од стране мноштва, варање наивних од стране лукавих и презирање понижених од стране поштованих... Кад почнемо да размишљамо о узроцима свих ових несрећа — питамо се како су настале? Јесу ли произашле из љубави према другима и напора да се другима учини добро? Морамо одговорити да није тако. Пре бисмо рекли да су настале из мржње према другима и повређивања других. Ако класификујемо оне који у свету мрзе друге и наносе им повреде, да ли ћемо их назвати ’искључивим’ или ’свеобухватним’? Морамо рећи да су ’искључиви’. Није ли онда ’узајамна искључивост’ узрок свих великих несрећа у свету?
Моци закључује да је начело искључивости погрешно, и да га треба заменити свеобухватношћу, што ће донети мир и напредак свету:
Кад свако поштује државе других као што поштује властиту, ко ће напасти те друге државе? Други ће се поштовати као што човек поштује себе. Кад свако буде поштовао градове других као властити, ко ће освојити те друге градове? Други ће се поштовати као што човек себе поштује. Кад свако буде поштовао куће других као што поштује своју, ко ће узнемиравати те друге куће?
Моци закључује да је „узајамна свеобухватност” узрок великој благодати за свет те је стога начело свеобухватности исправно. (Моци, гл. 16). Човекољубив човек, чији је задатак да прибави благодати а отклони несреће, мора успоставити свеобухватну љубав као мерило делања и за себе и остале. Кад свако буде поступао у складу с мерилом свеобухватне љубави, настаће идеални односи у свету:
Тада ће пажљиве уши и оштре очи одговорити како би служиле једне другима, удови ће бити ојачани да би радили једни за друге, а они који знају исправно начело, неуморно ће поучавати друге. Тако ће стари и удовци имати подршку и храну да докончају своју старост, а млади, слаби и сирочад имаће место подршке у коме ће моћи да одрасту. Кад се за мерило усвоји свеобухватна љубав, онда такве благодати следе.

### Порекло државе
Да би људи упражњавали свеобухватну љубав, нужне су политичке санкције. Моци развија своју теорију порекла државе, према којој власт потиче из два извора: воље народа и Божје воље. Главни задатак владара јесте да надзире понашање народа, награђујући оне који упражњавају свеобухватну љубав, а кажњавајући оне који то не чине. Да би то успешно обављао, његова власт мора бити апсолутна.
По Моцију, људи су пре стварања државе живели у »првобитном стању« у којем је »свако имао своје мерило за право и криво. Где је био један човек, постојало је једно мерило. Где су била два, постојала су два мерила. Где је било десет људи, постојало је десет мерила. Сваки човек је сматрао да је у праву, а да остали греше«. »Свет је био у великом нереду, а људи налик птицама и зверињу. Стога су одабрали најврлијег и најспособнијег човека у свету и поставили га за Сина Неба« (Моци, гл. 11). Тако је владара првобитно успоставила воља људи како би се избавили од безакоња. Даље, о разлогу настанка државе, Моци каже:
Када су у древна времена Бог и духови успоставили државу и градове и поставили владаре, нису то урадили да би њихов положајучинили високим или ради њихове користи, већ да прибаве благостање људима, отклоне несреће, обогате сиромашне, опасност замене безбедношћу, а збрку редом« (гл. 12).
Држава је створена да оконча неред који је постојао због побрканих мерила правог и кривог. Стога је, по речима Моција, основна функција државе »да обједини мерила«. Унутар државе може постојати само једно мерило, јер кад би постојало мноштво мерила људи би се брзо вратили у стање нереда и хаоса.

### Пацифизам
Моци је био пацифиста током периода кинеске историје који се назива „период зараћених држава” (403—221. п. н. е.). Он је сматрао да вредности патријархалног друштва неизбежно воде ка рату. Мо Це и његови следбеници путовали су од једне до друге државе како би одговорили краљеве од ратовања и саветовали слабе државе како себе да одбране.

### Антиконфуцијанство
Моци је одгојен Конфуцијевим текстовима, али се супротставио духовном агностицизму, поданичко-породичним врлинама и друштвеном ритуалу тадашњега конфучијанизма. За разлику од Конфуција, који је традиционалне институције, ритуале, музику и књижевност из раздобља владавине династије Чу покушао да рационализује и оправда етиком, Моци је доводио у питање њихову вредност и покушао је да их замени нечим једноставнијим, али, по његовом мишљењу, кориснијим. Укратко, Конфуције је рационализовао и оправдавао стару цивилизацију, док је Моци био њен критичар.
У стара времена друштвене разоноде као што су ритуали и музика биле су искључиво намењене аристократима; са становишта обичног човека, оне су стога биле луксуз лишен ма какве практичне употребљивости. Моци и моцисти су са тог становишта критиковали традиционалне институције и оне који су их рационализовали, Конфуција и конфуцијанце. Моци се снажно супротстављао употреби ритуала, музике и поезије као путева ка решавању човекових проблема, а критиковао је конфучијевце и због њиховог пренаглашавања улоге човештва као јединог пута ка смирењу и хармонији. Тврдио је да морални критеријуми делањa морају лежати у просперитету и добробити које оно доноси.
По књизи Моци, начела конфуцијанаца на четири начина упропашћавају свет:
1. Конфуцијанци не верују у постојање Бога или духова, »што има за последицу да су Бог и духови незадовољни«.
2. Конфуцијанци настоје на компликованим сахранама и трогодишњој жалости након смрти родитеља, те се тиме траће богатство и енергија људи.
3. Конфуцијанци придају важност упражњавању музике, што води истоветном резултату.
4. Конфуцијанци верују у предодређену судбину, проузрокујући тиме да људи буду лењи и да се мире с том судбином (Моци, гл. 48).

У другом поглављу, названом »Антиконфуцијанство«, такође се каже следеће:
Он такође критикује конфуцијанце због недоследности, јер су они истицали значај погребних и жртвених ритуала, а нису веровали у постојање духова. Моци је говорио да је исто као „учити церемоније гостопримства кад гостију нема, или бацати мреже кад нема рибе” (гл. 48).

## Критике
Конфучијански филозоф Менг Цу је критиковао Моција због пренебрегавања послушности коју је син морао да покаже према оцу.